# Instalação do Windows
O processo em que as versões de varejo do Microsoft Windows estão instalados em um computador é conhecido como Instalação do Windows. Esse processo mudou significativamente com a passagem de sistemas operacionais baseados em DOS para sistemas operacionais baseados em Windows NT, e novamente com o advento do Windows Vista.

## Windows 1.0 e Windows 2.0
A instalação do Windows 1.0 e 2.0 requer que um sistema operacional compatível com o DOS já está instalado. O instalador deve especificar qualquer hardware como mouses e impressoras durante a instalação. Após a instalação do Windows era para ser iniciado manualmente, digitando WIN.COM no prompt do DOS na inicialização do sistema.

## Windows 3.0
A instalação do Windows 3.0 requer que um sistema operacional compatível com o DOS já esteja instalado. O instalador tenta detectar placas de rede, mouses e outros equipamentos por conta própria, mas vai contar com o usuário para especificar hardware se não puder encontrá-los. Após instalado, o Windows tem que ser iniciado manualmente pelo WIN.COM em execução, salvo autoexec.bat é editado para iniciar o Windows automaticamente em cada inicialização.

## Windows 95, 98, ME
Enquanto Windows 95, Windows 98 e Windows ME não exigem que o MS-DOS esteja instalado, a Instalação do Windows para estas versões do Windows instala automaticamente a versão do MS-DOS necessários para a máquina uma vez que este sistemas operacionais exigem o MS-DOS para executar. A primeira fase da instalação prepara a partição do disco rígido para uso pelo Windows, formatando-o a um sistema de arquivos compatível e em seguida, executa um scandisk, e, se o disco rígido parece estar pronto para a instalação em termos de espaço livre e integridade do disco, então ele irá copiar arquivos para a pasta de instalação selecionado (geralmente C: \ WINDOWS). A primeira fase da configuração semelhante à interface dos sistemas operacionais Windows 3.0. Após esta fase ser concluída, o computador é reiniciado e continua a instalação do disco rígido, mas ainda exige a mídia de instalação para continuar a copiar os arquivos e drivers. Neste ponto, o usuário será convidado a fornecer uma product key.

## Windows NT
O processo de configuração introduzido com Windows NT 3.1 manteve-se estável até o lançamento do Windows Vista. O processo geral é:
- O usuário insere a mídia de instalação, inicia o processo, e carrega os drivers de instalação de hardware e vários sistemas de arquivos.
  - Se qualquer drivers de terceiros são necessárias a fim de detectar um sistema SCSI ou RAID, a instalação pára e solicita o fornecimento de um driver em um disquete. Veja disco F6.
- O usuário é apresentado com uma interface baseada em texto que dá três opções: 1) instalar o Windows, 2) reparar uma instalação existente, ou 3) sair da configuração.[2]
- Se o usuário decidir instalar o Windows, ele é apresentado com um acordo que deve aceitar a instalação continuará. Antes do Windows 2000, o usuário era obrigado a rolar para o fundo do acordo antes de serem autorizados a concordar.
- O usuário deve criar ou selecionar uma partição, então um sistema de arquivos (ou NTFS ou FAT). Se qualquer um destes sistemas de arquivo já está presente e não há nenhuma versão do Windows já no disco, também é possível deixar o sistema de arquivos atual intacto.
- O disco rígido é verificado os erros e necessidades de espaço, então, se passar o cheque, o Windows será instalado.
- Após a fase baseada em texto da instalação for concluída, o computador é reiniciado e inicia uma fase gráfica da instalação do disco rígido, solicitando que o usuário insira a mídia de instalação, para introduzir a chave do produto e, em seguida, continua a cópia de arquivos e drivers.

Todas as versões do Windows NT a partir do NT 3.1 para o Windows Server 2003, exceto para o Windows XP Home Edition, solicitar que o usuário digite uma senha de administrador.

### Console de recuperação
No Windows 2000, Windows XP e Windows Server 2003, o console de recuperação é incluído para a reparação das instalações danificadas. Ele permite ao usuário corrigir os erros e registro em disco de boot e copiar os arquivos corrompidos ou ausentes para as pastas de destino.

## Windows Vista, Windows Server 2008, Windows 7 e Windows 8
Windows Vista, Windows Server 2008, Windows 7 e Windows 8 utilizam uma nova GUI configuração baseada chamada Windows PE, que permite a entrada do mouse desde o início, em vez de exigir uma fase só de texto, como nas versões anteriores. O conceito dos F6 disks foi melhorado para oferecer suporte para computadores sem disquetes, o carregamento de drivers de CD-ROMs e USB flash drives é agora suportada. Ao contrário das versões anteriores do Windows, que copiou os arquivos individualmente, estas versões copiar um disco rígido para uma imagem de disco (Nomeado INSTALL.WIM) para a partição selecionada e, em seguida, expandi-lo para os arquivos de sistema do Windows. Suporte para instalação do Windows em partições FAT foi descartada, e tanto o Windows 8, Windows 7 e Windows Vista deve ser instalado em uma partição NTFS formatado (embora conservem a capacidade de acessar e formatar volumes FAT).